# شهرداری شیروونیکا
شهرداری شیروونیکا (به لاتین: Municipality of Žirovnica) یک منطقهٔ مسکونی در اسلوونی است که در اسلوونی واقع شده‌است. شهرداری شیروونیکا ۴۲٫۶ کیلومتر مربع مساحت و ۴٬۰۷۱ نفر جمعیت دارد.